# Liste der Einträge im National Register of Historic Places im Henry County (Illinois)

Lage des Henry County in Illinois

Die Liste der Einträge im National Register of Historic Places im Henry County in Illinois führt alle 16 Bauwerke und historischen Stätten im Henry County auf, die in das National Register of Historic Places aufgenommen wurden.

## Legende
| NRHP | Historic Place    |
| HD   | Historic District |

## Aktuelle Einträge
| Lfd. Nr. | Name im NRHP                             | Bild | Jahr der Eintragung | Adresse / Lage                                                 | Ort         | NRHP-ID  |
| -------- | ---------------------------------------- | ---- | ------------------- | -------------------------------------------------------------- | ----------- | -------- |
| 1        | Andover Chapter House                    |      | 1980                | Locust Street 41° 17′ 39″ N, 90° 17′ 32″ W                     | Andover     | 80001367 |
| 2        | Annawan Chapter House                    |      | 1980                | 206 South Depot Street 41° 23′ 52″ N, 89° 57′ 30″ W            | Annawan     | 80001368 |
| 3        | Atkinson Hall                            |      | 2003                | 108 West Main Street 41° 26′ 51″ N, 90° 9′ 23″ W               | Geneseo     | 03001203 |
| 4        | Bishop Hill Historic District            |      | 1970                | Abseits der US 34 41° 12′ 7″ N, 90° 7′ 6″ W                    | Bishop Hill | 70000244 |
| 5        | Frederick Francis Woodland Palace        |      | 1975                | 4 km nordöstlich von an der IL 34 41° 16′ 33″ N, 89° 46′ 31″ W | Kewanee     | 75000662 |
| 6        | Galva Opera House                        |      | 1982                | 334-348 Front Street 41° 9′ 57″ N, 90° 2′ 32″ W                | Galva       | 82002538 |
| 7        | Henry County Courthouse                  |      | 2004                | 307 West Center Street 41° 18′ 15″ N, 90° 11′ 48″ W            | Cambridge   | 04000869 |
| 8        | Olof Johnson House                       |      | 1982                | 408 Northwest 4th Street 41° 10′ 12″ N, 90° 2′ 52″ W           | Galva       | 82002539 |
| 9        | Hotel Kewanee                            |      | 2006                | 125 North Chestnut Street 41° 14′ 44″ N, 89° 55′ 42″ W         | Kewanee     | 05001605 |
| 10       | Kewanee Public Library                   |      | 2006                | 102 South Tremont Street 41° 14′ 43″ N, 89° 55′ 34″ W          | Kewanee     | 06000447 |
| 11       | Jenny Lind Chapel                        |      | 1975                | 6th Street Ecke Oak Street 41° 17′ 29″ N, 90° 17′ 56″ W        | Andover     | 75000661 |
| 12       | Music Pavilion                           |      | 2002                | 1208 5th Street 41° 21′ 13″ N, 90° 22′ 51″ W                   | Orion       | 02000544 |
| 13       | August and Margaretha Rehnstrom House    |      | 2008                | 418 Locust Street 41° 17′ 42″ N, 90° 17′ 30″ W                 | Andover     | 08001170 |
| 14       | Ryan Round Barn                          |      | 1974                | 10 km nördlich von Kewanee 41° 19′ 26″ N, 89° 53′ 42″ W        | Kewanee     | 74000762 |
| 15       | South Side School                        |      | 1975                | 209 South College Avenue 41° 27′ 4″ N, 90° 9′ 33″ W            | Geneso      | 75002142 |
| 16       | West Water Tower and Ground Storage Tank |      | 2003                | 2003 41° 21′ 12″ N, 90° 22′ 55″ W                              | Orion       | 02001754 |